# Rotterdam Open 2012 - Qualificazioni singolare
Le qualificazioni del singolare del Rotterdam Open 2012 sono state un torneo di tennis preliminare per accedere alla fase finale della manifestazione. I vincitori dell'ultimo turno sono entrati di diritto nel tabellone principale. In caso di ritiro di uno o più giocatori aventi diritto a questi sono subentrati i lucky loser, ossia i giocatori che hanno perso nell'ultimo turno ma che avevano una classifica più alta rispetto agli altri partecipanti che avevano comunque perso nel turno finale.

## Qualificazioni

### Teste di serie
1. Matthias Bachinger (qualificato)
2. Karol Beck (qualificato)
3. Michael Berrer (primo turno)
4. Rik De Voest (qualificato)

1. Daniel Brands (primo turno)
2. Ruben Bemelmans (primo turno)
3. Thomas Schoorel (ultimo turno)
4. Jan Hájek (ultimo turno)

### Qualificati
1. Matthias Bachinger
2. Karol Beck

1. Paul-Henri Mathieu
2. Rik De Voest

### Legenda
| - Q = Qualificato - WC = Wild card - LL = Lucky loser | - ALT = Alternate - SE = Special Exempt - PR = Protected Ranking | - w/o = Walkover - r = Ritirato - d = Squalificato |

#### Sezione 1
|  | Primo turno | Primo turno        | Primo turno        | Primo turno | Primo turno |  |  | Ultimo turno | Ultimo turno       | Ultimo turno       | Ultimo turno | Ultimo turno |  |
|  |             |                    |                    |             |             |  |  |              |                    |                    |              |              |  |
|  | 1           | Matthias Bachinger | Matthias Bachinger | 7           | 6           |  |  |              |                    |                    |              |              |  |
|  |             | Matteo Viola       | Matteo Viola       | 65          | 0           |  |  | 1            | Matthias Bachinger | Matthias Bachinger | 7            | 6            |  |
|  |             | Dušan Lojda        | 6                  | 65          | 6           |  |  |              | Dušan Lojda        | Dušan Lojda        | 6(1)         | 3            |  |
|  | 5           | Daniel Brands      | 0                  | 7           | 3           |  |  |              |                    |                    |              |              |  |

#### Sezione 2
|  | Primo turno | Primo turno            | Primo turno            | Primo turno | Primo turno |  |  | Ultimo turno | Ultimo turno | Ultimo turno | Ultimo turno | Ultimo turno |  |
|  |             |                        |                        |             |             |  |  |              |              |              |              |              |  |
|  | 2           | Karol Beck             | Karol Beck             | 7           | 6           |  |  |              |              |              |              |              |  |
|  |             | Dominik Meffert        | Dominik Meffert        | 5           | 2           |  |  | 2            | Karol Beck   | 4            | 6            | 7            |  |
|  |             | Lennert van der Linden | Lennert van der Linden | 1           | 1           |  |  | 8            | Jan Hájek    | 6            | 3            | 5            |  |
|  | 8           | Jan Hájek              | Jan Hájek              | 6           | 6           |  |  |              |              |              |              |              |  |

#### Sezione 3
|  | Primo turno | Primo turno        | Primo turno        | Primo turno | Primo turno |  |  | Ultimo turno | Ultimo turno       | Ultimo turno       | Ultimo turno | Ultimo turno |  |
|  |             |                    |                    |             |             |  |  |              |                    |                    |              |              |  |
|  | 3           | Michael Berrer     | Michael Berrer     | 1           | 3           |  |  |              |                    |                    |              |              |  |
|  | WC          | Paul-Henri Mathieu | Paul-Henri Mathieu | 6           | 6           |  |  | WC           | Paul-Henri Mathieu | Paul-Henri Mathieu | 6            | 6            |  |
|  |             | Ivo Minář          | Ivo Minář          | 2           | 4           |  |  | 7/WC         | Thomas Schoorel    | Thomas Schoorel    | 1            | 4            |  |
|  | 7/WC        | Thomas Schoorel    | Thomas Schoorel    | 6           | 6           |  |  |              |                    |                    |              |              |  |

#### Sezione 4
|  | Primo turno | Primo turno     | Primo turno     | Primo turno | Primo turno |  |  | Ultimo turno | Ultimo turno | Ultimo turno | Ultimo turno | Ultimo turno |  |
|  |             |                 |                 |             |             |  |  |              |              |              |              |              |  |
|  | 4           | Rik De Voest    | Rik De Voest    | 6           | 6           |  |  |              |              |              |              |              |  |
|  | WC          | Alban Meuffels  | Alban Meuffels  | 3           | 2           |  |  | 4            | Rik De Voest | Rik De Voest | 7            | 7            |  |
|  |             | Simon Greul     | Simon Greul     | 6           | 6           |  |  |              | Simon Greul  | Simon Greul  | 5            | 64           |  |
|  | 6           | Ruben Bemelmans | Ruben Bemelmans | 2           | 4           |  |  |              |              |              |              |              |  |